# David Riche
David Riché (8 de septiembre de 1938 - ) es un autor británico nacido en Londres. Estudió en la Escuela Mill Hill School desarrollando seguidamente una carrera trabajando para moda, cosméticos, electrodomésticos de Sanyo y Marubeni en Oriente, Estados Unidos y Europa.

En 2000 tuvo la idea de inaugurar el sitio web Fairies World® para los artistas de fantasía y de hadas de todo el mundo, promocionando su inspirador arte visual a los editores y autores para colaborar en el desarrollo de un género: el renacimiento de arte mítico del siglo XXI. En 2003 colaboró con el ilustrador Brian Froud en el libro "The Art of Faery" (El arte de las Hadas) un libro que recopila 20 artistas prominentes de este género, seguido de otro con Alan Lee, en septiembre de 2005, "The World of Faery" (El mundo de las Hadas). De igual modo, el libro "500 motivos de Hadas" que Myrea Pettit publicó en septiembre de 2005 es resultado de su concepto de apoyar a artistas de todo el mundo y de forma particular a su esposa Myrea y a la cantante e ilustradora española Priscilla Hernández.

## Obras publicadas
- The Art of Faery (El arte de las Hadas) 2003 prólogo por Brian Froud.
- Watercolor Fairies (Hadas de acuarela) 2004 escrito por David Riché, Anna Franklin.
- The World of Faery (El Mundo de las Hadas) 2005 prólogo por Alan Lee.
- 500 Fairy Motifs (500 motivos de Hadas) 2005 escrito por Myrea Pettit.